# MFK Tatran Liptovský Mikuláš
MFK Tatran Liptovský Mikuláš is een Slowaakse voetbalclub uit Liptovský Mikuláš.
De club werd in 1934 opgericht en speelde lang in de regionale reeksen. In 1997 kwam de club op het derde niveu te spelen en in 2009 promoveerde de club naar het tweede niveau. In 2021 promoveerde Tatran voor het eerst naar het hoogste niveau.

## Historische namen
- 1934 – ŠK Okoličné (Športový klub Okoličné)
- 1940 – ŠK Tatran Okoličné (Športový klub Tatran Okoličné)
- 1948 – ŠK Sokol Tatran Okoličné (Športový klub Sokol Tatran Okoličné)
- 1950 – JTO Sokol Tatran Okoličné (Jednotná telovýchovná organizácia Sokol Tatran Okoličné)
- 1953 – JTO Sokol Okoličné (Jednotná telovýchovná organizácia Sokol Okoličné)
- 1960 – TJ Tatran Okoličné (Telovýchovná jednota Tatran Okoličné)
- 1972 – TJ Tatran Liptovský Mikuláš – Okoličné (Telovýchovná jednota Tatran Liptovský Mikuláš – Okoličné)
- 1995 – TJ Tatran Liptovský Mikuláš (Telovýchovná jednota Tatran Liptovský Mikuláš)
- 1997 – TJ Tatran VA Liptovský Mikuláš (Telovýchovná jednota Tatran Vojenská akadémia Liptovský Mikuláš) fusie met FK VA Liptovský Mikuláš
- 2003 – FK Tatran VA Liptovský Mikuláš (Futbalový klub Tatran Vojenská akadémia Liptovský Mikuláš)
- 2004 – FK Tatran NAO Liptovský Mikuláš (Futbalový klub Tatran Národná akadémia obrany Liptovský Mikuláš)
- 2008 – FK Tatran AOS Liptovský Mikuláš (Futbalový klub Tatran Akadémia ozbrojených síl Liptovský Mikuláš)
- 2010 – MFK Tatran Liptovský Mikuláš (Mestský futbalový klub Tatran Liptovský Mikuláš)

Dunajská Streda · 
Dukla Banská Bystrica ·
FC Košice ·
Železiarne Podbrezová ·
MFK Ružomberok · 
Skalica ·
Slovan Bratislava · 
Spartak Trnava · 
AS Trenčín · 
MFK Zemplín Michalovce · 
FC ViOn Zlaté Moravce ·
MŠK Žilina